# David Nepomuceno
David Nepomuceno (9 mei 1900 - 27 september 1939) was een Filipijnse atleet, die is gespecialiseerd in de sprintafstanden. Samen met Fortunato Catalon werd hij beschouwd als een van de sprinters van wereldklasse in de jaren 20 van de 20e eeuw.
Nepomuceno kwam namens de Filipijnen uit op de 100 m en de 200 m sprint tijdens de Olympische Spelen van 1924 in Parijs.

## Prestaties

### 100 m
- 1924, Olympische Zomerspelen - 10,8 s.
- 1925, twee tiende langzamer dan het toenmalig wereldrecord afgelegd.
- 1927, goud op de Far Eastern Games - 11,0 s.

### 200 m
- 1924, Olympische Zomerspelen - 22,5 s.
- 1925, goud op de Far Eastern Games - 22,5 s.
- 1925, zilver op de Far Eastern Games
- 1927, brons op de Far Eastern Games